# Grezzano (Borgo San Lorenzo)
Grezzano è una frazione del comune italiano di Borgo San Lorenzo, nella città metropolitana di Firenze, in Toscana.

## Storia
La più antica memoria di Grezzano risale al 1037 e quindi al 1076, periodi in cui la località è ricordata negli scritti come la Curtem et Castrum de Grezzano, appartenente ai Conti Guidi, che lo ebbero dagli imperatori  Arrigo VI nel 1192 e da Federico II nel 1220.
Nel 1529, durante l'assedio di Firenze, Grezzano si oppose a Pompeo di Ramazzotto da Scaricalasino, mentre aspettava in armi dalla rupe di Corbaia le truppe nemiche, cavalieri e fanti, che furono sconfitte e poste in fuga, insieme a Ramazzotto, che si salvò a stento, rifugiato nel casolare di un contadino.
Posto ai piedi di Monte Altuzzo e di Monte Verruca, pilastri orientali del Passo del Giogo, Grezzano costituì la base di partenza del 338º e del 339º Reggimento della 85ª Divisione Americana che durante la Seconda guerra mondiale, all'alba del 13 settembre 1944, attaccarono frontalmente la Linea Gotica, preceduti da bombardamenti aerei a tappeto e concentramenti di artiglieria sugli obiettivi tedeschi a mezza costa e sulle vette.
Nel territorio di Grezzano si trovano la Villa Dapples e la Villa "Il Monte" (ex residenze della famiglia prestigiosa famiglia di banchieri vodesi Dapples), la Villa Verde e il Museo della Civiltà Contadina di Casa d'Erci.
Grezzano è anche rinomato per le sagre del tortello di patate mugellano, che si svolgono durante il periodo primaverile-estivo.

## Monumenti e luoghi d'interesse

### Architetture religiose
La chiesa di Santo Stefano si trova sul fianco meridionale dell'Appennino di Razzuolo. Il suo rettore è ricordato in un contratto enfiteutico del 1086.
Lo stile di questa chiesa è romanico. Nel 1934  essa subì un rifacimento, nel 1935 fu inaugurato il crocifisso in legno situato sull'altare maggiore. Nel 1937 nella chiesa fu posta una lumiera in ferro battuto, nel 1939 fu demolita la cantoria, rimosso l'organo e collocato nel coro.
L'interno della chiesa presenta una Via Crucis in legno ed un tabernacolo in maiolica policroma eseguito da Giovanni della Robbia. L'esterno è in pietra. Qui si trovava la Pala dello Spedalingo di Rosso Fiorentino, oggi agli Uffizi.

## Sport
- Polisportiva Luco-Grezzano